# Karla kan ik' li' vand
|  | Denne artikel er oprettet af botten Steenthbot ud fra en ekstern database. Den kan derfor have sproglige fejl eller mangler. Denne skabelon kan fjernes efter kontrol af indholdet. |

Karla kan ik' li' vand er en dansk filmskolefilm fra 2022 instrueret af Theodor Garnæs Kramer Engen.

## Handling
Karla Kan ik' li' Vand er et absurd komedie/drama der gennem den nære fortælling portrættere en ung kvindes daglige kamp med angst i et miljø der virker trygt for den gængse seer, men utrygt for hende.
I filmen møder vi Karla der, for at overvinde sin vandangst, begynder at arbejde i den lokale svømmehal med få, men spøjse ansatte. Hendes nye dagligdag er rolig udadtil, men under facaden kommer traumerne op fra dybet.
Svømmehallens livreddere gør hvad de kan for at holde Karla oven vande, men hun må selv indse, at før hun kan flyde, må hun lære at svømme. I takt med at hun lærer at svømme indser vi, at det ikke handler om at overvinde angsten, det handler om at lære at leve med den.